# 国道52号

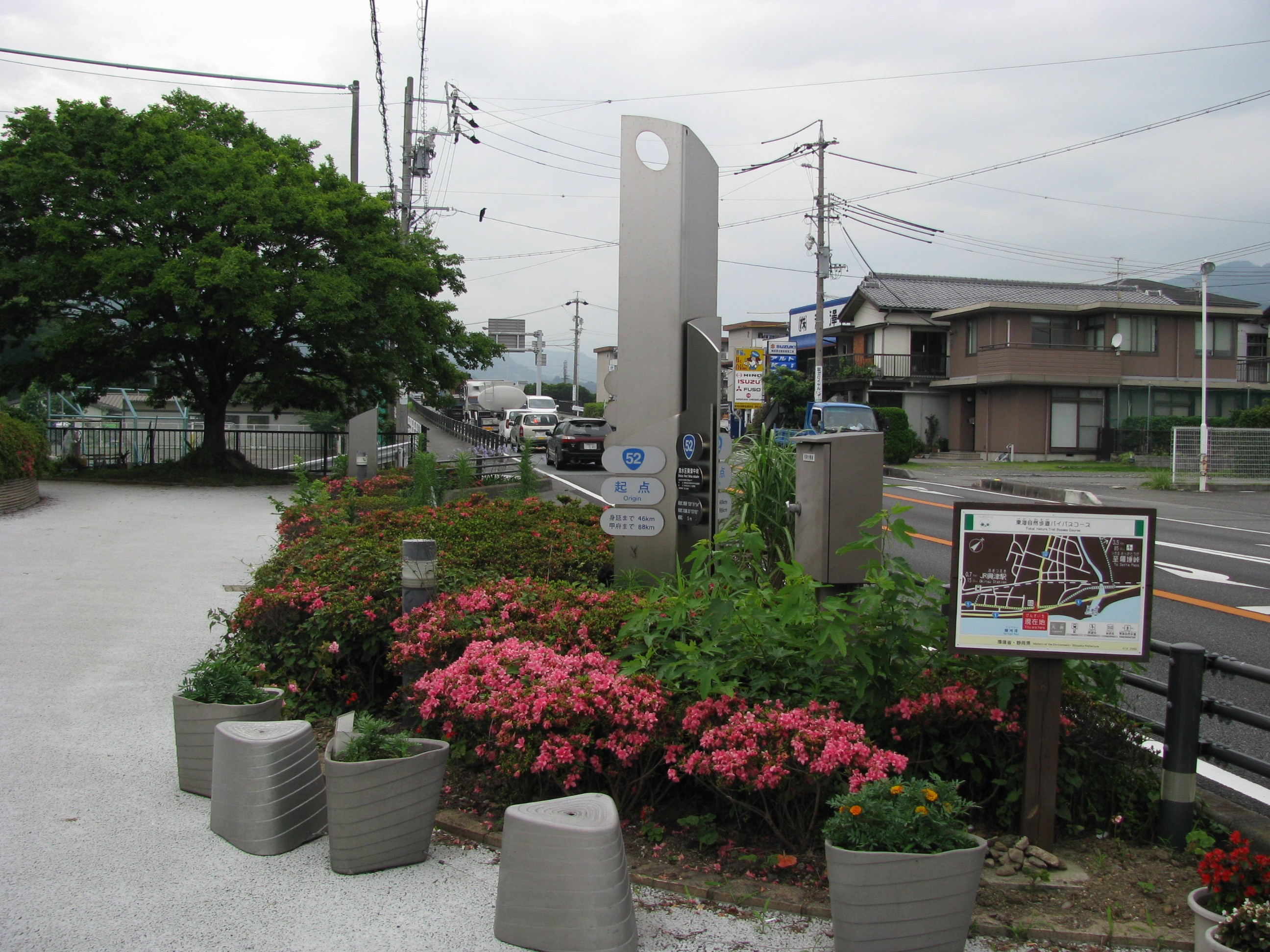
国道52号 起点（道路元標）
静岡県静岡市清水区
興津中町交差点

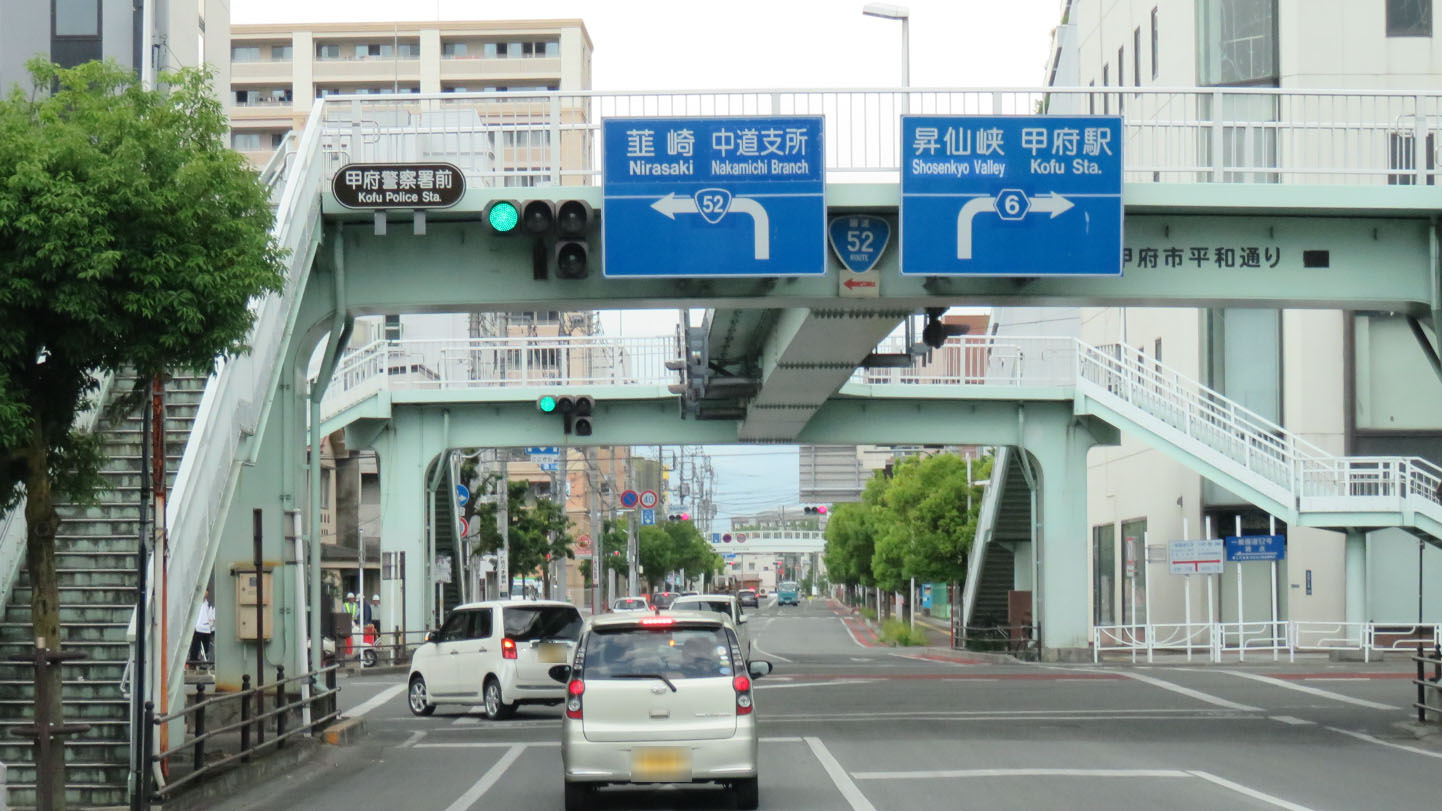
国道52号 終点
山梨県甲府市 甲府警察署前交差点

国道52号（こくどう52ごう）は、静岡県静岡市清水区から山梨県甲府市に至る一般国道である。

## 概要

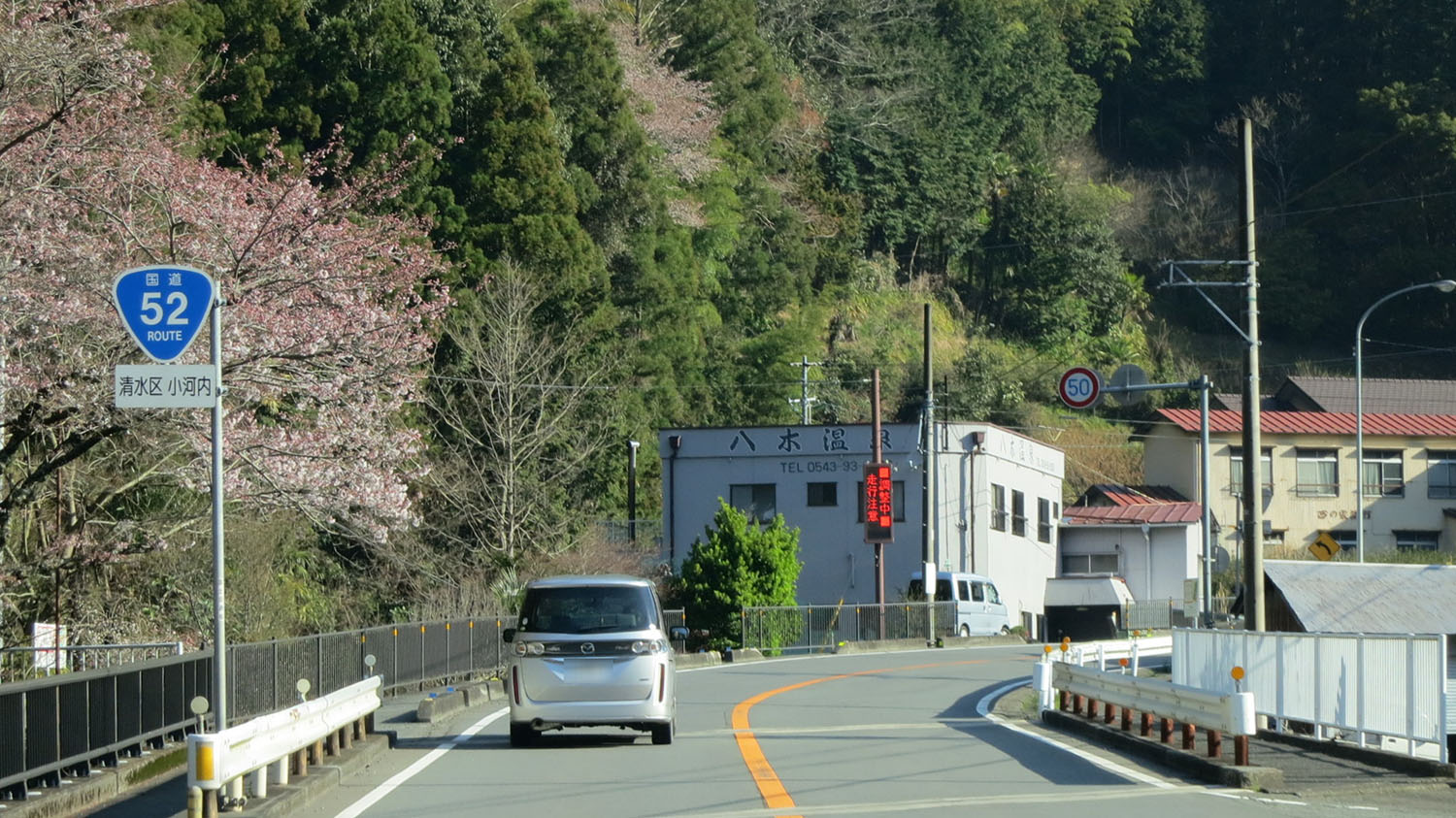
静岡県静岡市清水区小河内
（2015年3月）

静岡県の県庁所在地である静岡市清水区の国道1号分岐（興津中町交差点）より北上して富士見峠を越え、山梨県西部を南北に流れる富士川に沿って山梨県北西部の韮崎市を経由して、同県庁所在地である甲府市と結ぶ延長約96キロメートル (km) の一般国道の路線で、主な通過地は、山梨県南巨摩郡南部町、南巨摩郡身延町、南巨摩郡富士川町、南アルプス市、韮崎市、甲斐市である。静岡 - 富士川 - 韮崎間は、身延道や富士川街道の別名がある。富士川 - 甲斐間（延長約18 km）の甲西道路は、国道52号のバイパス道路として整備されたもので、中部横断自動車道の側道にあたる。静岡市にある富士見峠付近で、新東名高速道路と新清水インターチェンジ (IC) で接続し、山梨県内を南北に縦貫する中部横断自動車道とも富沢・南部・増穂・南アルプス・白根の各ICと接続する。

### 路線データ
一般国道の路線を指定する政令に基づく起終点および重要な経過地は次のとおり。
- 起点：清水市[注釈 2]（興津中町交点 = 国道1号交点）
- 終点：甲府市（甲府警察署前交点 = 国道358号・国道411号終点）
- 重要な経過地：山梨県南巨摩郡富沢町[注釈 3]、同郡身延町、同郡増穂町[注釈 4]、韮崎市
- 総延長 : 96.2 km（山梨県 76.2 km、静岡県 3.3 km、静岡市 16.1 km）重用延長を含む。[2][注釈 5]
- 重用延長 : 4.0 km（山梨県 4.0 km、静岡県 - km、静岡市 - km）[2][注釈 5]
- 未供用延長 : なし[2][注釈 5]
- 実延長 : 92.2 km（山梨県 72.7 km、静岡県 3.3 km、静岡市 16.1 km）[2][注釈 5]
  - 現道 : 91.6 km（山梨県 72.2 km、静岡県 3.3 km、静岡市 16.1 km）[2][注釈 5]
  - 旧道 : なし[2][注釈 5]
  - 新道 : なし[2][注釈 5]
- 指定区間：静岡市清水区興津中町字弁天前622番1 - 甲府市丸の内2丁目603番（全線）[3]

## 歴史
古くから駿河国と甲斐国を結んだ道筋であり、江戸時代は脇往還として「駿州往還」や「甲州往還」などとよばれていた。また富士川沿いの道であるため「富士川街道」、身延山久遠寺への参詣道として利用されたことから「身延路（みのぶみち）」、富士川流域の河内領を通過するため「河内路」というように、異名が多い道であった。
昭和時代の戦後になって旧道路法に代えて現行の道路法が定められると、これに伴う1953年（昭和28年）の二級国道の路線指定で「二級国道141号清水上田線」（静岡県清水市 - 長野県上田市）として初めて国道の指定を受けて、国道52号の前身路線となった。1963年（昭和38年）4月に一級国道と二級国道の路線再編が行われたときには、二級国道141号清水上田線の南半分にあたる清水市 - 韮崎市間を分離独立させて一級国道に昇格し「一級国道52号」とした。ただし、一級国道の路線指定の要件には県庁所在地クラスの都市を結ぶという規定があったので、単に清水 - 韮崎間が一級国道に昇格したわけではなく、韮崎から東に折れ曲がり、国道20号と重複して甲府市に向かうという不自然なルーティングで指定された経緯から、このような昇格を果たした一級国道は他ではほとんど見られない珍しいケースとなっている。
この1か月後の同年5月、中央自動車道の建設計画が、甲府から諏訪を経て伊那谷を通る北回りルートに変更することが突如発表され、もともと経由地とされた身延町がこの発表に反発し、大陳情団をあげて議員たちに当初案の遂行を訴えたものの決定は覆ることはなく、代わりに町を南北に縦貫する国道52号を全面舗装整備する約束を取付けるにとどまった。国道52号が優先的に予算が付けられる一級国道に昇格できたのが、この1か月前の出来事であったことから、身延町の不満を懐柔するための布石ではないかとの見方もされている。
1965年（昭和40年）の一般国道の路線を指定する政令で、一級・二級の国道区分が廃止されて一般国道に統合されたことに伴い、「一級国道52号」から「一般国道52号」となる。国道52号は1972年（昭和47年）に建設大臣に就任し、建設族議員の道を歩んだ金丸信の政治の影響力もあって、並行するように整備が進められている中部横断道と国道52号バイパスである甲西道路も、出身地である南アルプス市付近から真っ先に建設された。甲西道路が2007年（平成19年）に全線が開通すると、旧道区間は2016年（平成28年）に移管されて国道の指定を解除された。

### 年表
- 1953年（昭和28年）5月18日 - 二級国道141号清水上田線（静岡県清水市 - 長野県上田市）として指定[6]。
- 1963年（昭和38年）4月1日 - 141号清水市 - 韮崎市が昇格し、終点を甲府市に変更して一級国道52号（静岡県清水市 - 山梨県甲府市）となる[7]。

141号は二級国道141号韮崎上田線に。
- 1965年（昭和40年）4月1日 - 一般国道52号となる[9]。
- 1974年（昭和49年）7月13日 - 身延町横根地内で土砂崩れ。3日間以上通行止めになった[13]。
- 2007年（平成19年）4月 - 甲西道路の全線（南巨摩郡鰍沢町 - 甲斐市：18.2 km）が開通[11]。
- 2016年（平成28年）4月1日 - 甲西道路（バイパス）の旧道区間（南巨摩郡富士川町 - 韮崎市）が移管され、山梨県道42号韮崎南アルプス富士川線となる[12]。

## 道路概況
静岡県内

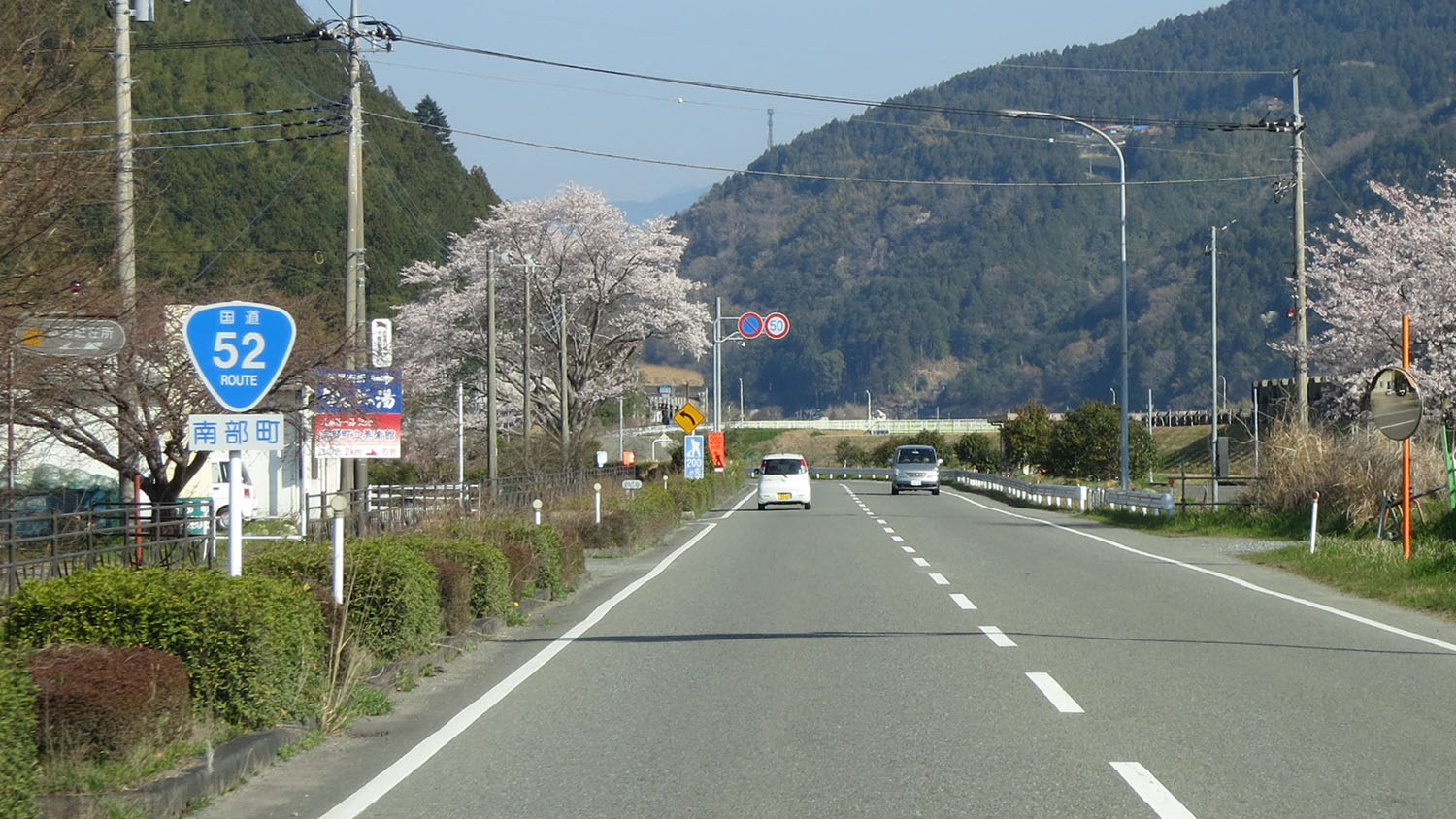
山梨県南巨摩郡南部町福士
(2015年3月)

起点である興津中町交差点から東海道新幹線のガード下までは平坦かつ直線的であるが、ガードを過ぎると興津川に沿うかたちでカーブが続き、丘陵を登ったり下ったりする。但沼、小河内を抜け、宍原地区の手前で新東名高速道路の新清水ICと接続する。宍原地区を過ぎると登り坂が続くが、静岡市から富士宮市に入ると一転して下り坂となり、また山梨県境にある甲駿橋北詰交差点までは急カーブが続く。
峡南地域
甲駿橋北詰交差点を過ぎると山梨県に入り、富士川に沿うかたちで峠と市街地が連続する。1970年頃からバイパス道路が整備されてきたが、身延町役場周辺（切石地区）など拡幅もままならない地域もいまだに存在する。また峠区間は急坂と急カーブが連続しており、地盤が軟弱であることから集中豪雨時は通行止めになることが多い（後述）。
かつては身延町に入ってすぐのところに相又峡ドライブインがあり、旅館やボウリング場も営業されていた。
甲府盆地
鰍沢から甲西道路に入り、中部横断自動車道と並走するかたちで伸びている。甲西道路が開通する前は西郡路と呼ばれる古くからの道が富士川、南アルプスの各市街地を通過するかたちで伸びていたが、2016年4月に山梨県道42号韮崎南アルプス富士川線となり国道ではなくなった。釜無川を渡り双田道で国道20号と合流し、東側の竜王立体まで重複区間となる。
竜王立体から再び国道20号と別れ、ここから住宅街に入る。この区間は山梨県立美術館があることから美術館通りと呼ばれている。南西銀座北交差点から片側2車線、荒川橋を超えると甲府市中心街となり、相生歩道橋交差点を左折すると終点となる。

### 別名

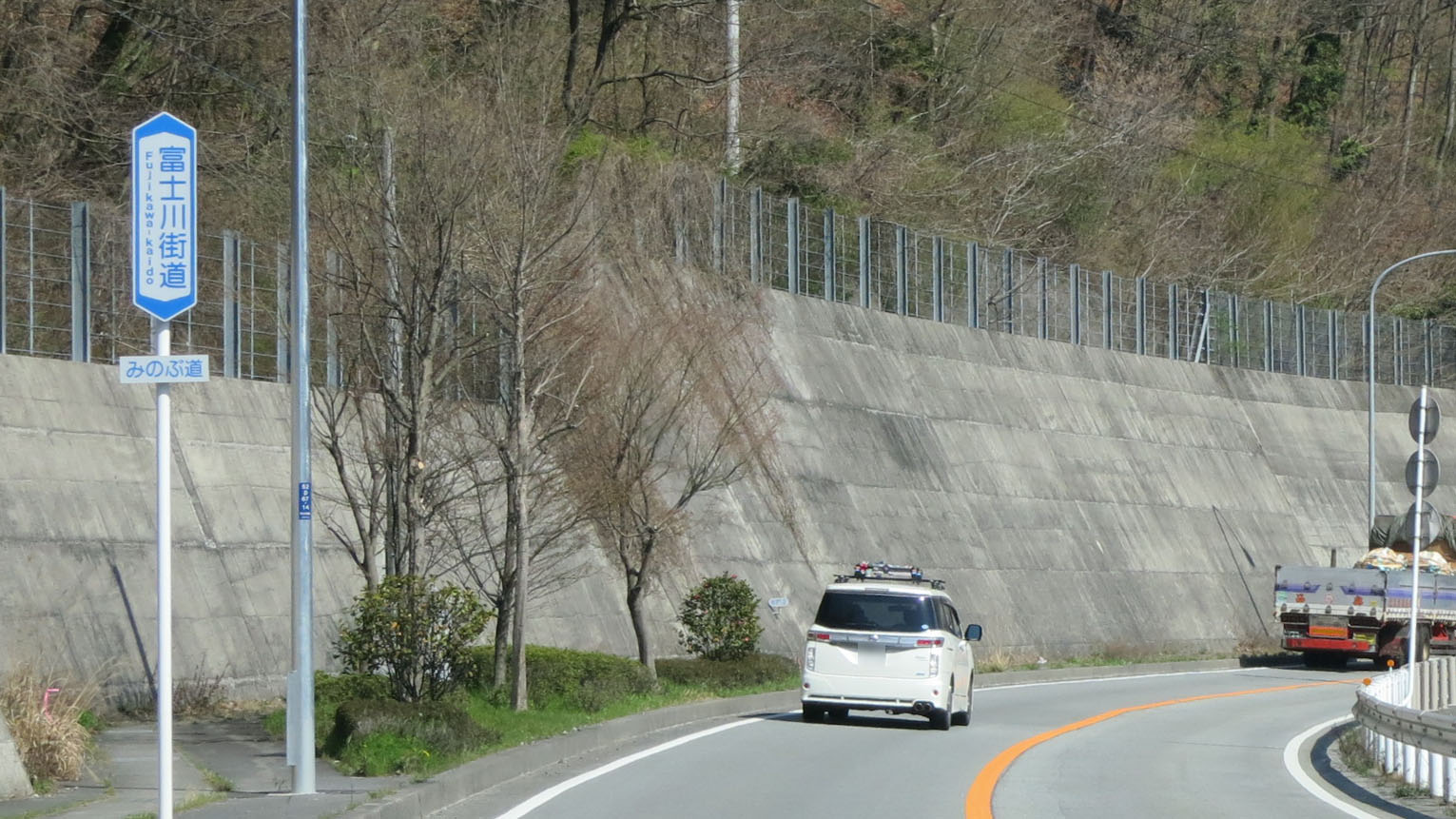
「富士川街道」の標識
山梨県南巨摩郡富士川町鰍沢

- 駿州往還 - 起点から富士川町青柳まで。静岡側のからは起点から甲州往還とよばれるほか、富士川街道やみのぶみち、河内路などの呼称で呼ばれることもある。詳細は駿州往還を参照。
- 甲州街道 - 国道20号との重複区間。
- 美術館通り - 竜王立体から相生歩道橋交差点まで。
- 平和通り - 相生歩道橋交差点から甲府警察署前交差点まで。（甲府警察署前交差点より北は山梨県道6号甲府韮崎線）

山梨県では、南部町（静岡県境）から富士川町（山梨県道42号韮崎南アルプス富士川線交点）までの愛称を「富士川街道」とし、増穂町（現富士川町）青柳以南は「みのぶ道」を（ ）書きで入れることとしている。

### バイパス

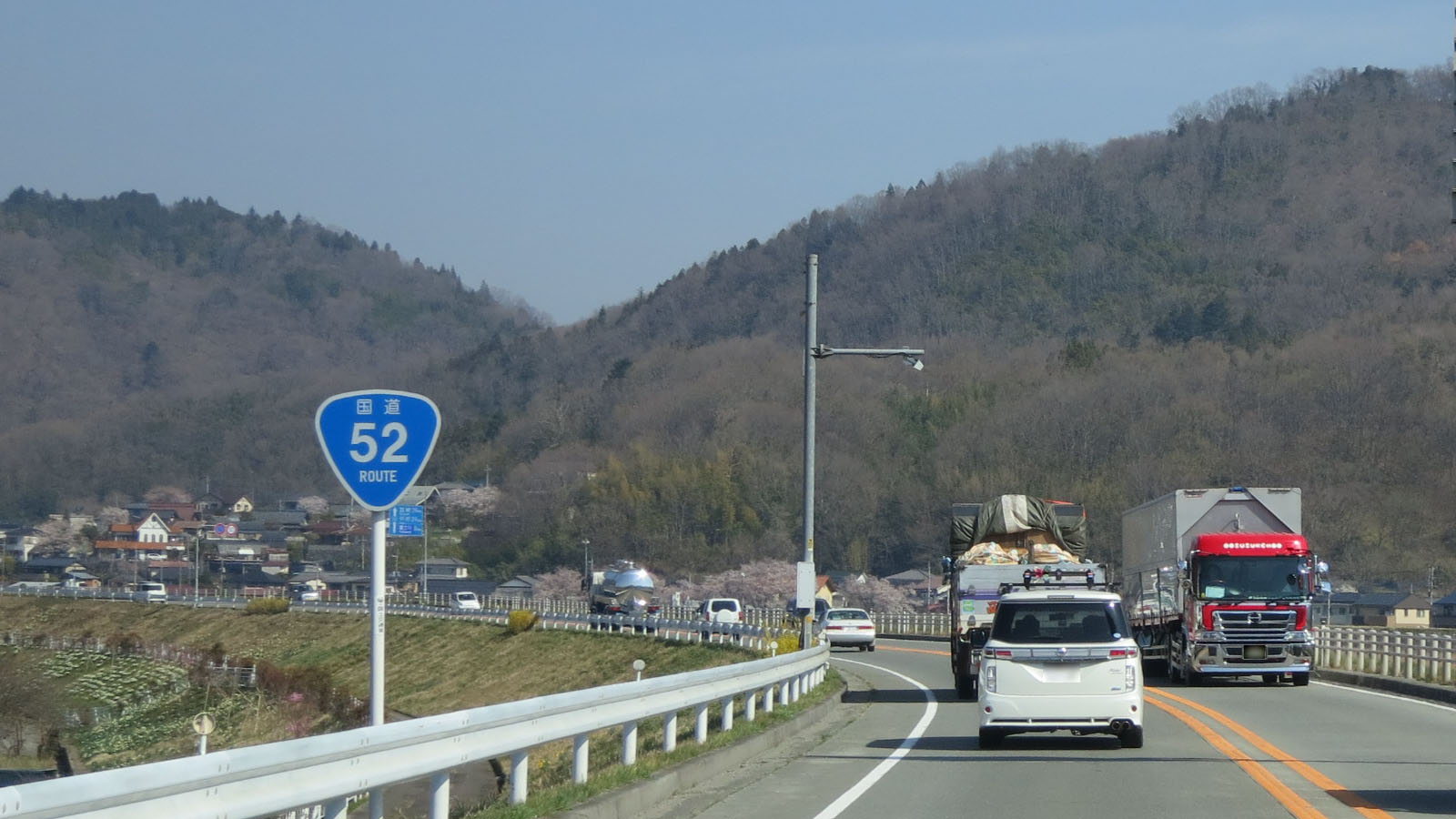
西島バイパス
山梨県南巨摩郡身延町西嶋

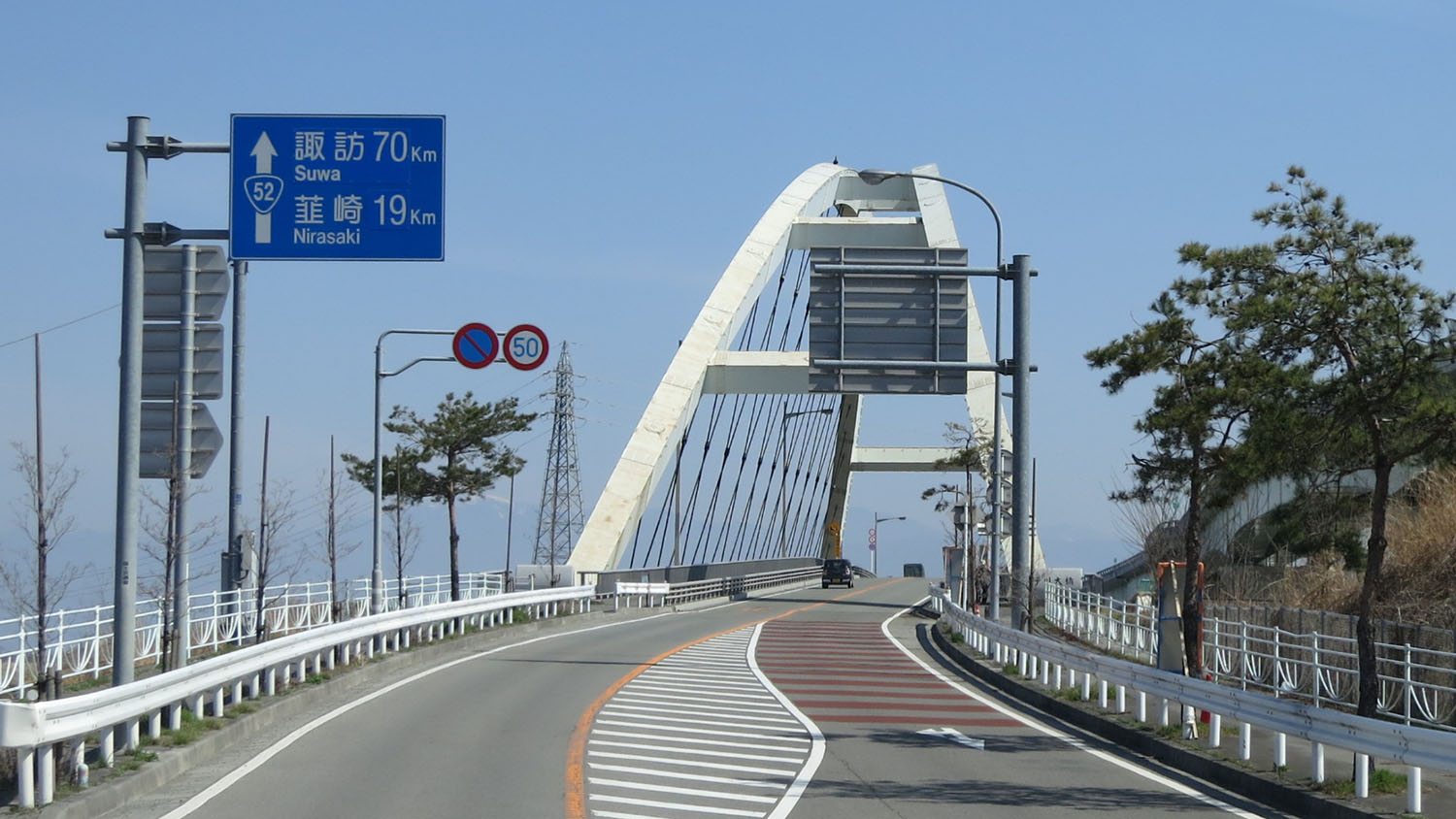
甲西道路 坪川大橋付近
山梨県南巨摩郡富士川町

万沢バイパス
富河バイパス
南部バイパス
南部町塩沢から同町中野に至るバイパス道路。
旧国道52号は南部地区の商店街を通過していたが、道幅が狭く拡幅が困難であることから西側の丘陵地帯を縦断するバイパス道路の建設に着手。1982年（昭和57年）に遅れていた塩沢トンネルを除く区間が先行開通し、1983年（昭和58年）に全線開通した。中野地区にて中部横断自動車道の南部ICと接続する。
全長3.4 km、全線2車線。
身延バイパス
身延町小田船原から同町波木井に至るバイパス道路。
山梨県と静岡県を結ぶ主要道路であるほか、付近には日蓮宗の総本山である身延山久遠寺があるため、トラックやダンプカー、観光バスなどの大型自動車の往来が激しい地域である。一方で梅平地区の道幅が狭く、またこの地域は山梨県立身延高等学校や小中学校が点在していることなどから同地域を迂回するバイパス道路の建設が望まれていた。
1980年代より工事が開始されたが、1991年（平成3年）の平成3年台風第18号の影響で波木井橋が流失したことから当該区間となる梅平から波木井間が先行して工事が行われ、1993年（平成5年）に開通した。残る区間もトンネル掘削を行い、1998年（平成10年）に全面開通した。
全長3.6 km、全線2車線。
西島バイパス
身延町西嶋から富士川町十谷に至るバイパス道路。身延町西島地区の交通量増加とそれに伴う騒音対策として1990年（平成2年）11月に開通した。
全長2.65 km、全線2車線。
甲西道路

### 重複区間

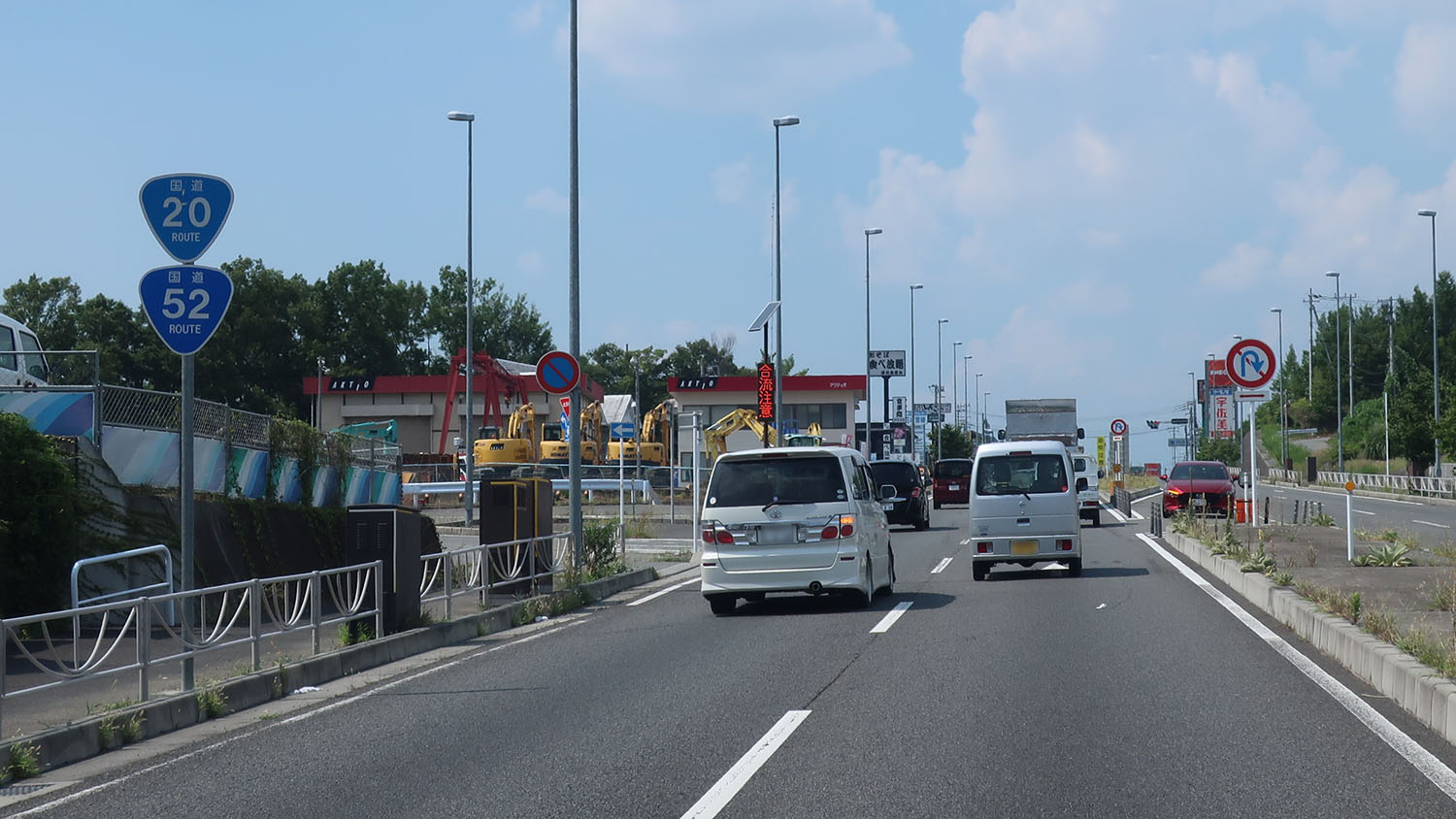
国道20号との重複
山梨県甲斐市竜王

- 国道20号（山梨県甲斐市・双田道交差点 - 甲斐市・竜王立体）
- 国道358号（山梨県甲府市・相生歩道橋交差点 - 甲府市（甲府警察署前交差点（終点））

### 道の駅
- 山梨県
  - とみざわ（南巨摩郡南部町）
  - なんぶ（南巨摩郡南部町）
  - みのぶ（南巨摩郡身延町）[注釈 6]
  - にしじま和紙の里 かみすきパーク（南巨摩郡身延町）[注釈 7]
  - 富士川（南巨摩郡富士川町）
  - しらね（南アルプス市）

### 通行規制区間
山梨県内では異常気象時における道路等通行規制区間を2箇所有する。
| 区間                 | 距離   | 規制内容       |
| -------------------- | ------ | -------------- |
| 南巨摩郡身延町古屋敷 | 2.4 km | 連続雨量150 mm |
| 南巨摩郡南部町万沢   | 4.8 km | 連続雨量200 mm |

## 地理

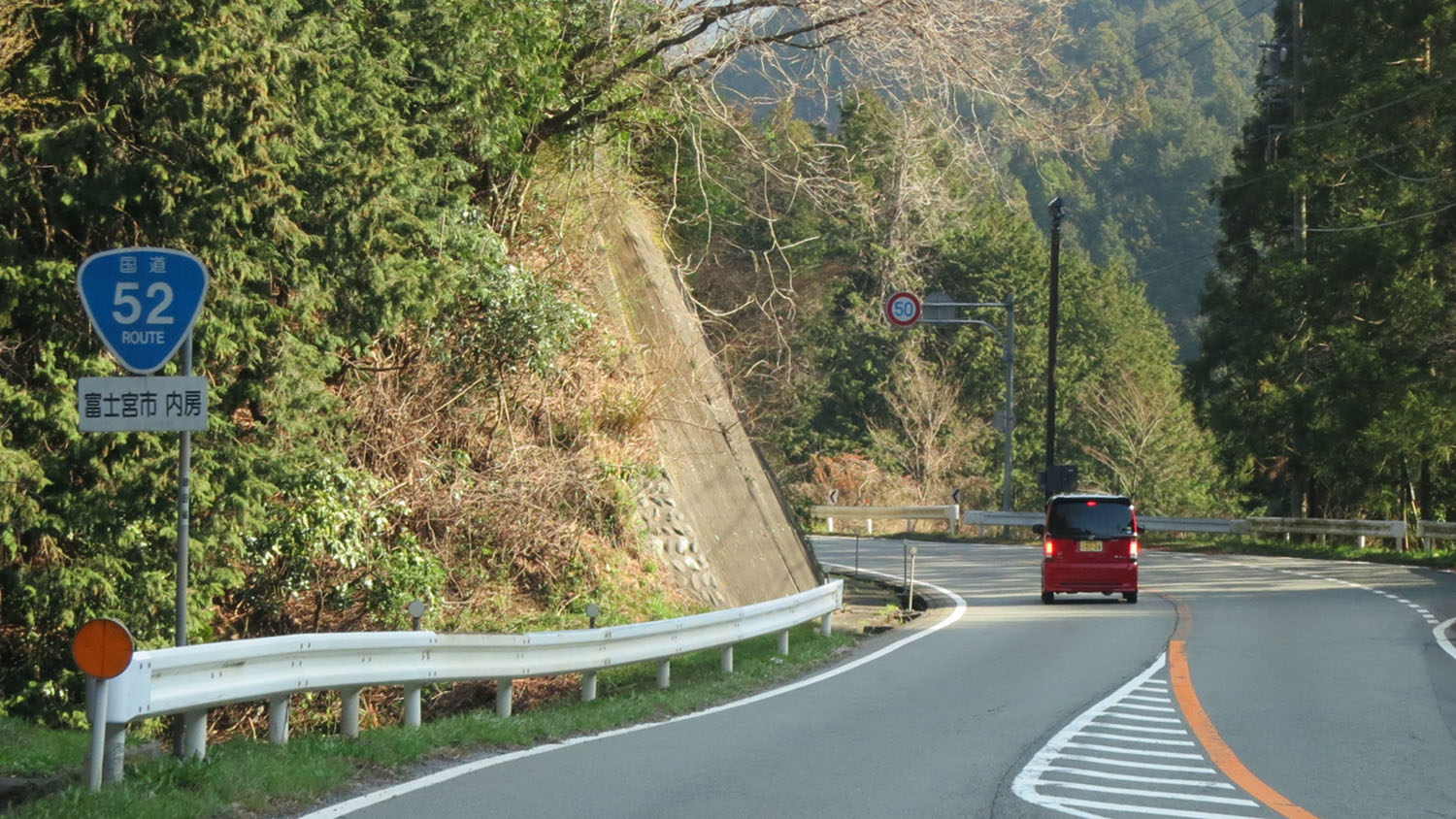
静岡県富士宮市内房
(2015年3月)

### 通過する自治体
- 静岡県
  - 静岡市（清水区） - 富士宮市
- 山梨県
  - 南巨摩郡南部町 - 南巨摩郡身延町 - 南巨摩郡富士川町 - 南アルプス市 - 甲斐市 - 甲府市

### 交差する道路

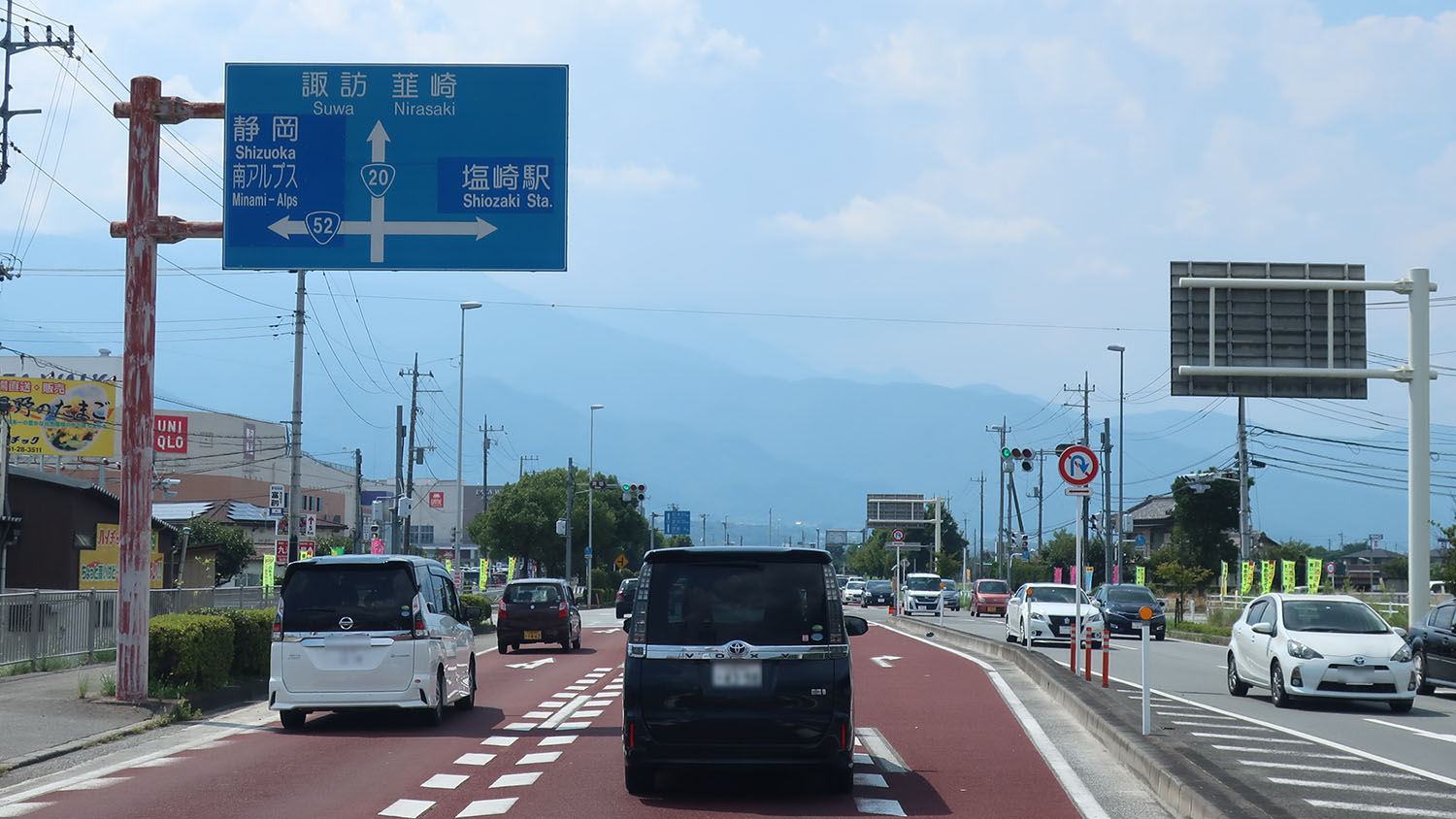
国道20号との分岐
山梨県甲斐市下今井

- 静岡県
  - 国道1号（静岡市清水区、起点）
  - E1A新東名高速道路新清水IC
- 山梨県
  - 国道469号（南部町）
  - E52中部横断自動車道富沢IC
  - E52中部横断自動車道南部IC
  - 国道300号（身延町）
  - 国道140号（富士川町）
  - E52中部横断自動車道増穂IC
  - E52中部横断自動車道白根IC
  - 国道20号（甲斐市）
  - 国道358号（甲府市）
  - 国道411号（甲府市、終点）

### 主な峠
- 富士見峠（標高250 m） - 静岡県静岡市清水区
- 大和峠（標高199 m） - 山梨県南巨摩郡南部町